# Ekkehard Wlaschiha
Ekkehard Wlaschiha (Pirna, 28 maggio 1938 – Bayreuth, 20 febbraio 2019) è stato un baritono e attore tedesco.

## Biografia

### Carriera musicale
Nato a Pirna, in Sassonia, studiò musica alla Musikhochschule di Weimar. 
Dopo gli studi, debuttò nel 1961 a Gera. Membro della compagnia stabile della Staatsoper Unter den Linden dal 1982 al 1992, acquisì peso internazionale comparendo, sotto la direzione di Daniel Barenboim, nel ruolo di Kurwenal nel Tristano e Isotta andato in scena a Bayreuth nel 1986. L'anno seguente a Monaco, diretto da Wolfgang Sawallisch, ebbe il ruolo di Alberico nell'Anello del Nibelungo. Sempre nello stesso anno, cantò a Vienna nel ruolo di Kaspar ne Il franco cacciatore.
Wlaschiha apparve in numerosi allestimenti della tetralogia wagneriana; va ricordata l'edizione del 1994-1995 all'Opera di Chicago e quella al Metropolitan di New York, ripresa - sempre al Met - nel marzo - aprile 2000 sotto la direzione orchestrale di James Levine. 
Si cimentò anche nell'oratorio.

### Prove di recitazione
Negli anni novanta, Wlaschiha fu interprete di alcuni film-opera televisivi dove apparve nei consueti ruoli wagneriani: nei panni di Alberich in Sigfrido, La caduta degli dei e L'oro del Reno; in quelli di Telramund in Lohengrin e in quelli del mago Klingsor in Parsifal.

## Discografia (selezione)
- Beethoven, Fidelio - Haitink/Goldberg/Norman/Moll, 1989 Decca
- Weber, Franco cacciatore - Davis/Araiza/Mattila/Lind, 1990 Decca

## Filmografia
- Siegfried, regia di Brian Large (1990)
- Götterdämmerung, regia di Brian Large (1990)
- Das Rheingold, regia di Brian Large (1990)
- Lohengrin, regia di Brian Large (1991)
- Parsifal, regia di Horant H. Hohlfeld (1999)

### DVD
- Wagner, Crepuscolo degli dei - Levine/MET/Jerusalem/Behrens, Deutsche Grammophon - Grammy Award for Best Opera Recording 1992
- Wagner, Lohengrin - Schneider/Frey/Studer/Schnaut, regia Werner Herzog, 1991 Deutsche Grammophon
- Wagner, Oro del Reno - Levine/Morris/Jerusalem/Ludwig, 1990 Deutsche Grammophon - Grammy Award for Best Opera Recording 1991
- Wagner: Parsifal (Bayreuth Festival, 1998) - Hans Sotin/Ekkehard Wlaschiha/Giuseppe Sinopoli, regia Wolfgang Wagner, C Major
- Wagner, Sigfrido - Levine/MET/Jerusalem/Behrens, 1990 Deutsche Grammophon